# ليام برادي
ليام برادي (بالأيرلندية: Liam Brady) ـ (ولد في 13 فبراير 1956) هو لاعب كرة قدم أيرلندي دولي سابق، عمل مساعدًا للمدير الفني لمنتخب جمهورية أيرلندا لكرة القدم بين عامي 2008 و2010.

## مع الأندية
لعب باردي في خط الوسط المهاجم، واشتهر بمهاراته الفنية العالية وتمريراته المتقنة، وكان يجيد اللعب بالقدم اليسرى. تألق في أندية أرسنال (الذي لعب في صفوفه بين عامي 1973 و1980 وحصل معه على كأس الاتحاد الإنجليزي مرة واحدة) ويوفنتوس (الذي لعب في صفوفه بين عامي 1980 و1982 وحصل معه على بطولتي دوري)، كما لعب لاحقًا في صفوف سامبدوريا (1982 ـ 1984) وإنترناسيونالي (1984 ـ 1986) وأسكولي (1986 ـ 1987) واختتم حياته الكروية في نادي وست هام يونايتد (1987 ـ 1990)، حيث خاض آخر مبارياته أمام وولفرهامبتون واندررز في 5 مايو 1990، وفيها فاز وست هام على ضيفه بأربعة أهداف دون رد، أحرز أحدها ليام برادي.

## مع منتخب جمهورية أيرلندا
كانت أولى مباريات برادي مع منتخب جمهورية أيرلندا في 30 أكتوبر 1974، وفيها فاز منتخب جمهورية أيرلندا على منتخب الاتحاد السوفييتي بثلاثة أهداف مقابل لا شيء على ملعب داليماونت بارك في التصفيات المؤهلة إلى بطولة أمم أوروبا لكرة القدم 1976.
فاز برادي مع منتخب جمهورية أيرلندا باثنتين وسبعين مباراة دولية، منها سبعون مباراة بدأها في التشكيل الأساسي، وأحرز معه تسعة أهداف.
أعلن برادي اعتزله اللعب الدولي أثناء التصفيات المؤهلة إلى بطولة كأس العالم بإيطاليا 1990، غير أنه أعلن أنه مستعد للعودة إلى صفوف المنتخب بعد أن تأهل إلى البطولة. إلا أن جاك تشارلتون أعلن أنه لا يستحق المشاركة في بطولة كأس العالم إلا من خاض التصفيات.

## روابط خارجية
- ليام برادي على موقع الاتحاد الدولي (مؤرشف)  (الإنجليزية)
- ليام برادي على موقع الاتحاد الأوربي (الإنجليزية)
- ليام برادي على موقع قاعدة بيانات كرة القدم.إي يو (الإنجليزية)
- ليام برادي على موقع ناشيونال فوتبول تيمز (الإنجليزية)
- ليام برادي على موقع عالم كرة القدم.نت (الإنجليزية)